# Quar-Schelfeis
Koordinaten: 71° 20′ S, 11° 0′ W
Das Quar-Schelfeis ist ein Schelfeis an der Prinzessin-Martha-Küste des ostantarktischen Königin-Maud-Lands. Es liegt zwischen dem Kap Norvegia und dem Gebirgszug Søråsen.
Teilnehmer der Norwegisch-Britisch-Schwedischen Antarktisexpedition (1949–1952), deren Basislager Maudheim (71° 3′ S, 10° 56′ W) sich auf dem Schelfeis befand, nahmen eine geodätische Vermessung des Gebiets vor.  Benannt ist es nach Leslie Arthur Quar (1923–1951), Funkmechaniker und Elektriker der Expedition, der am 24. Februar 1951 ertrank, als das von ihm geführte Weasel-Kettenfahrzeug über die Kante des Schelfeises abstürzte und im Meer versank.